# Force India VJM07
A Force India VJM07 egy Formula–1-es versenyautó, amit a Force India tervezett a 2014-es idényre. A csapat pilótája Nico Hülkenberg, aki visszatért a csapathoz a Sauber csapatától, valamint Sergio Pérez érkezett a McLaren-től. A VJM07-est a Mercedes új, a vadonatúj szabályoknak is megfelelő 1,6 literes V6-os turbómotorja hajtotta.

## A szezon
2014. január 24-én mutatták be a Twitteren, de ez nem a végleges verziója volt a VJM07-es autónak.
Először a jerezi teszteken gurult pályára. Akárcsak több másik csapatnál, a Force Indiánál is jelen volt a szabályoknak megfelelő, ám kevéssé esztétikus előrelógatott orr. Az autó festése India zászlaját imitálta, ahogy a korábbi modellek esetében, azonban ezúttal nagyobb hangsúlyt kapott a fekete szín is. A spanyol nagydíjtól kezdve, amikor a Smirnoff vodka lett a csapat szponzora, még több lett a fekete.
Ettől az évtől a pilótáknak állandó rajtszámokat kellett választani. Pérez a 11-es számot választotta, ami régi gokartos száma, Hülkenberg pedig a 27-est, amely a születési dátumának számai összeadva (8+19).
Az első versenyeken a csapat meglehetősen jól teljesített. A bahreini nagydíjon a csapat addigi legnagyobb sikerét aratta: Pérez a dobogó harmadik fokára állhatott fel (a csapat négy év után először), Hülkenberg pedig ötödik lett. A folyamatos pontszerzésnek köszönhetően a csapat az idény végét a hatodik helyen zárta.
Újabb bravúr lehetett volna a csapat részéről a még feljebb lépés a kanadai nagydíjon, ahol akár újabb dobogós helyezést szerezhettek volna, ha Pérez nem ütközik hatalmas balesetben Massával két körrel a futam vége előtt.
Az idény végén visszaesés volt tapasztalható részükről, mert nem jutott annyi forrás a fejlesztésre, mint a riválisoknak.
A VJM07-es a 2015-ös idény elején is hasznára vált a csapatnak: ugyan versenyen nem vett részt, azonban az új modell késlekedése miatt a téli teszteken ezt használták a gumikkal kapcsolatos adatgyűjtésre, mégpedig a 2015-ös festéssel.

## Eredmények
(Táblázat értelmezése)

(Félkövér: pole-pozícióból indult; dőlt: leggyorsabb kört futott) 

| Év   | Csapat             | Motor                       | Gumi | Versenyzők      | 1   | 2   | 3   | 4   | 5   | 6   | 7   | 8   | 9   | 10  | 11  | 12  | 13  | 14  | 15  | 16  | 17  | 18  | 19  | Pont | Helyezés |
| ---- | ------------------ | --------------------------- | ---- | --------------- | --- | --- | --- | --- | --- | --- | --- | --- | --- | --- | --- | --- | --- | --- | --- | --- | --- | --- | --- | ---- | -------- |
| 2014 | Sahara Force India | Mercedes-Benz PU106A Hybrid | P    |                 | AUS | MAL | BHR | CHN | ESP | MON | CAN | AUT | GBR | GER | HUN | BEL | ITA | SIN | JPN | RUS | USA | BRA | ABU | 155  | 6.       |
| 2014 | Sahara Force India | Mercedes-Benz PU106A Hybrid | P    | Sergio Pérez    | 10  | NI  | 3   | 9   | 9   | Ki  | 11† | 6   | 11  | 10  | Ki  | 8   | 7   | 7   | 10  | 10  | Ki  | 15  | 7   | 155  | 6.       |
| 2014 | Sahara Force India | Mercedes-Benz PU106A Hybrid | P    | Nico Hülkenberg | 6   | 5   | 5   | 6   | 10  | 5   | 5   | 9   | 8   | 7   | Ki  | 10  | 12  | 9   | 8   | 12  | Ki  | 8   | 6   | 155  | 6.       |

A 2014-es szezonzáró abu-dzabi nagydíjon dupla pontokat osztottak ki.